# Subsídio literário
O Subsídio literário foi um imposto português criado por um Alvará de 10 de Novembro de 1772. Este imposto destinava-se a custear as reformas no campo da instrução promovidas pelo Marquês de Pombal, substituindo, como imposto único, todas as colectas que tinham sido lançadas para fazer face às despesas com a instrução pública. Este alvará determina também a instituição da Junta do Subsídio Literário, que deveria ser presidida pelo presidente da Real Mesa Censória.
As verbas do Subsídio literário foram utilizadas para pagar os ordenados dos professores do Real Colégio dos Nobres, por decreto de 16 de Junho de 1792, o que gerou uma discussão a respeito da destinação dos recursos a partir de 1823.
A cobrança deste subsídio pertencia em grande parte aos concelhos, mas cuja gestão era entregue a uma Junta Central para tal efeito criada, ficando o pagamento dos professores a cargo da administração central. Este subsídio consistia no pagamento  de um real em cada canada de vinho, de 140 réis em cada canada de aguardente, de 160 réis por cada pipa de vinagre.[carece de fontes?]
Em 1839, decretaria-se a extinção do imposto.